# Melanozosteria feriarum
Melanozosteria feriarum är en kackerlacksart som först beskrevs av Shaw 1922.  Melanozosteria feriarum ingår i släktet Melanozosteria och familjen storkackerlackor. Inga underarter finns listade i Catalogue of Life.